# Милятинська сільська рада (Іваничівський район)
| Милятинська сільська рада — колишня адміністративно-територіальна одиниця та орган місцевого самоврядування у Іваничівському районі Волинської області з адміністративним центром у селі Милятин. Припинила існування 11 серпня 2017 року через об'єднання до Павлівської сільської громади Волинської області. Натомість утворено Милятинський старостинський округ при Павлівській сільській громаді. Сільській раді були підпорядковані населені пункти: - с. Милятин - с. Грушів |

## Склад ради
Сільська рада складалась з 16 депутатів та голови. Склад ради: 9 депутатів (56.4 %) — самовисуванці, 5 депутатів (31.3 %) — від ВО «Батьківщина» та ще по одній депутатці (6.3 %) від Народної Партії та від ВО «Свобода». 

## Керівний склад сільської ради
| ПІБ                          | Основні відомості                                                 | Дата обрання | Дата звільнення |
| ---------------------------- | ----------------------------------------------------------------- | ------------ | --------------- |
| Климчук Оксана В'ячеславівна | Сільський голова, 1971 року народження, освіта                    | 26.03.2006   | 31.10.2010      |
| Ілов Валентин Адамович       | Сільський голова, 1963 року народження, освіта вища, безпартійний | 31.10.2010   |                 |

Примітка: таблиця складена за даними джерела

## Населення
Населення сільської ради згідно з переписом населення 2001 року становить 1,032 осіб, площа — 25.86 км², щільність — 39.9 осіб/км². 
| Населенні пункти  | 2001 рік | 1989 рік |
| ----------------- | -------- | -------- |
| Грушів            | 372      | 480      |
| Милятин           | 660      | 600      |
| Сукупне населення | 1,032    | 1,080    |